# Сицинский, Леопольд Егорович
Сицинский Леопольд Егорович (рум. Leopold Siținski; 1 марта 1854, Кишинёв — ?) — Городской голова Кишинёва с 1904 по октябрь 1905. Депутат Государственной думы Российской империи I созыва от города Кишинёв Бессарабской губернии, конституционный демократ.

## Биография
Родился в 1854 году в Кишинёве в семье дворян (мать по национальности — молдаванка, отец — поляк). Учился в кишинёвской гимназии, которую окончил в 1872 году и поступил в Петербургский университет на естественный факультет. Из Петербургского университета в скором времени перешёл в Императорскую военно-медицинскую академию, которую окончил в 1880 году. После этого уехал в Западную Европу (в Париж, Вену и Берлин) изучать медицину. Закончив своё образование за границей, 1884 году вернулся в Бессарабию и начал работать ординатором в губернской земской больнице. В 1901 году стал главным врачом этой больницы, а также директором школы фельшериц и повивальных бабок.
Работая в больнице, Сицинский являлся также гласным городской думы и участвовал в различных комиссиях по благоустройству Кишинёва. В 1904 году был избран городским головой Кишинёва и находился на этой должности до октября 1905 года. Также с 1884 по 1905 годы Сицинский состоял гласным кишинёвского уездного и губернского земств, председательствовал на уездных и земских собраниях, на протяжении 12-ти лет состоял почётным мировым судьёй и 9 лет прослужил кандидатом предводителя местного дворянства, многократно исполняя обязанности предводителя. В 1906 году был избран в Государственную думу Российской империи I созыва от города Кишинёв Бессарабской губернии.
После роспуска Государственной думы подписал 10 июля 1906 года «Выборгское воззвание», в результате был осуждён по ст.129, ч.1, п.п.51 и 3 Уголовного Уложения.
Дальнейшая судьба неизвестна.